# Szentkatalin
Szentkatalin is een plaats (község) en gemeente in het Hongaarse comitaat Baranya. Szentkatalin telt 155 inwoners (2001).